# Takashi Onishi
Takashi Onishi (大西 貴 Onishi Takashi?,  nacido el 16 de octubre de 1971 en Ehime) es un exfutbolista japonés. Jugaba de defensa y su último club fue el Ehime FC de Japón.

## Trayectoria

### Clubes
| Club                | País  | Año         |
| ------------------- | ----- | ----------- |
| Sanfrecce Hiroshima | Japón | 1994 - 1996 |
| Kyoto Purple Sanga  | Japón | 1997        |
| Ehime FC            | Japón | 1998 - 2002 |